# Alton Terry
Alton Terry (Floy Alton Terry; * 24. November 1912 in Brady, Texas; † 13. Juli 2003 in Houston) war ein US-amerikanischer Speerwerfer.
Bei den Olympischen Spielen 1936 in Berlin wurde er Sechster mit 67,15 m.
Im selben Jahr wurde er für die Hardin-Simmons University startend NCAA-Meister. Seine persönliche Bestleistung von 69,85 m stellte er am 17. April 1937 in Lawrence auf.